# São Pedro (Funchal)
São Pedro é uma freguesia portuguesa do município do Funchal, com 1,49 km² de área e 7204 habitantes (censo de 2021). A sua densidade populacional é 4 834,9 hab./km².
Localiza-se a uma latitude 32.6833 (32°41') Norte e a uma longitude 16.8 (16°48') Oeste, estando a uma altitude de 182 metros.

## Demografia
A população registada nos censos foi:
| Distribuição da População por Grupos Etários | Distribuição da População por Grupos Etários | Distribuição da População por Grupos Etários | Distribuição da População por Grupos Etários | Distribuição da População por Grupos Etários |
| -------------------------------------------- | -------------------------------------------- | -------------------------------------------- | -------------------------------------------- | -------------------------------------------- |
| Ano                                          | 0-14 Anos                                    | 15-24 Anos                                   | 25-64 Anos                                   | > 65 Anos                                    |
| 2001                                         | 1001                                         | 1104                                         | 4178                                         | 1398                                         |
| 2011                                         | 949                                          | 700                                          | 4070                                         | 1554                                         |
| 2021                                         | 866                                          | 698                                          | 3929                                         | 1711                                         |

## Freguesias limítrofes
- São Martinho, oeste
- São Roque, noroeste
- Monte, norte
- Imaculado Coração de Maria (Funchal), nordeste
- Santa Luzia (Funchal), este
- Sé, sul